# Rezerwat przyrody Krwawe Doły
Rezerwat przyrody Krwawe Doły – leśny rezerwat przyrody w Borach Tucholskich, na pograniczu mezoregionu Bory Tucholskie z Pojezierzem Kaszubskim, na obszarze Wdzydzkiego Parku Krajobrazowego, na południe od jeziora Chądzie. Administracyjnie położony jest na terenie gminy Stara Kiszewa, w powiecie kościerskim, w województwie pomorskim. Położony jest na planie trójkąta, zajmując pododdziały lasu nr 572b i c Nadleśnictwa Kościerzyna (obręb Bąk, leśnictwo Cięgardło).
Rezerwat został utworzony w 1996 roku na powierzchni 13,02 ha. Celem ochrony jest zachowanie fragmentu typowego dla Borów Tucholskich ekosystemu suboceanicznego boru sosnowego świeżego Leucobryo-Pinetum.
Teren rezerwatu znajduje się na lekko sfalowanym sandrze na wysokości 146,5–150,3 m n.p.m.
Ochronie rezerwatu podlegają głównie starodrzewie boru świeżego, jak również formy przejściowe między borem świeżym a suchym (chrobotkowym), reprezentując mozaikę tych typów lasu typową dla wschodniej części Borów Tucholskich. Większość drzewostanu pochodzi z nasadzeń, będąc pierwszym (ok. stuletnim) i drugim (ok. pięćdziesięcioletnim) pokoleniem lasu na gruntach porolnych. Znajdują się tu również stanowiska licznych gatunków roślin i porostów podlegających ochronie. Łącznie na terenie rezerwatu stwierdzono występowanie około 21 gatunków roślin naczyniowych, 12 gatunków mszaków oraz aż 48 gatunków porostów.
Najbliższe miejscowości to osady Olpuch-Dworzec i Cięgardło. Obszar rezerwatu znajduje się na turystycznym  Szlaku Kamiennych Kręgów. W pobliżu rezerwatu, ale poza jego obrębem znajdują się łąki i torfowiska wąwozu Krwawe Doły.
Rezerwat leży w obrębie Wdzydzkiego Parku Krajobrazowego i obszaru ptasiego sieci Natura 2000 „Bory Tucholskie” (PLB220009). Stanowi część strefy rdzennej Rezerwatu Biosfery Bory Tucholskie.
Na mocy obowiązującego planu ochrony ustanowionego w 2015 roku, obszar rezerwatu objęty jest ochroną czynną.

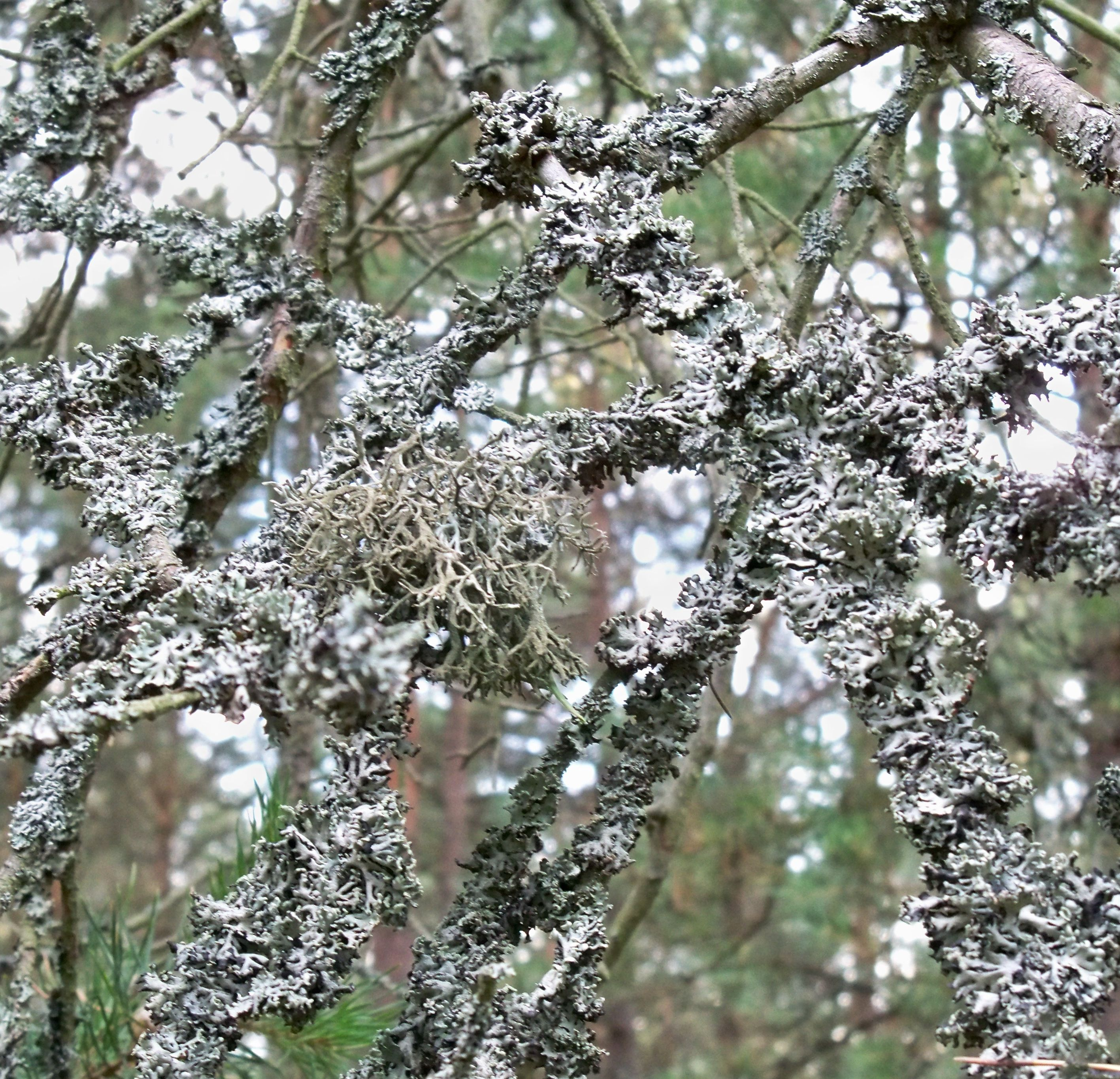
Porosty nadrzewne
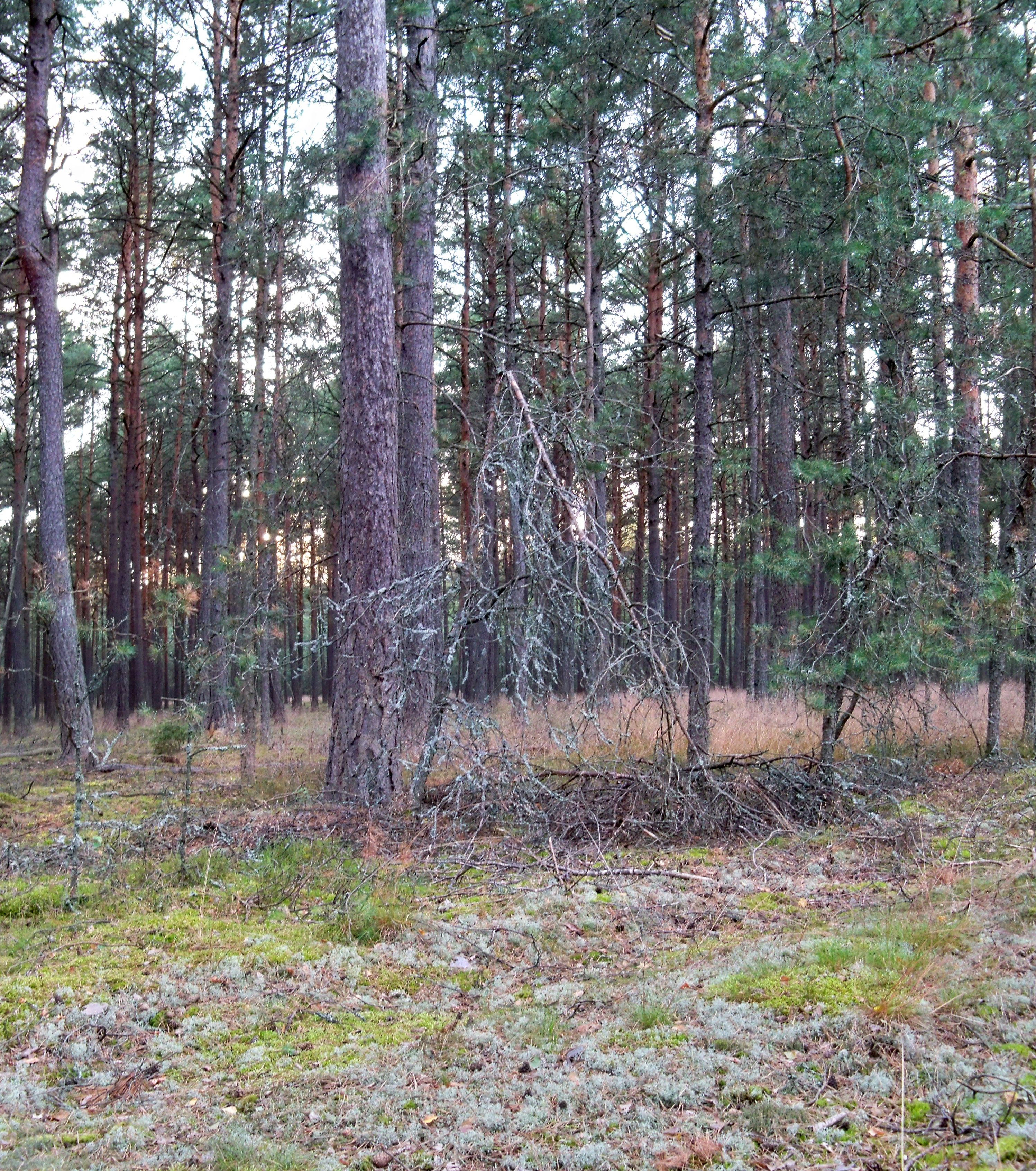
Bór świeży nawiązujący do boru suchego
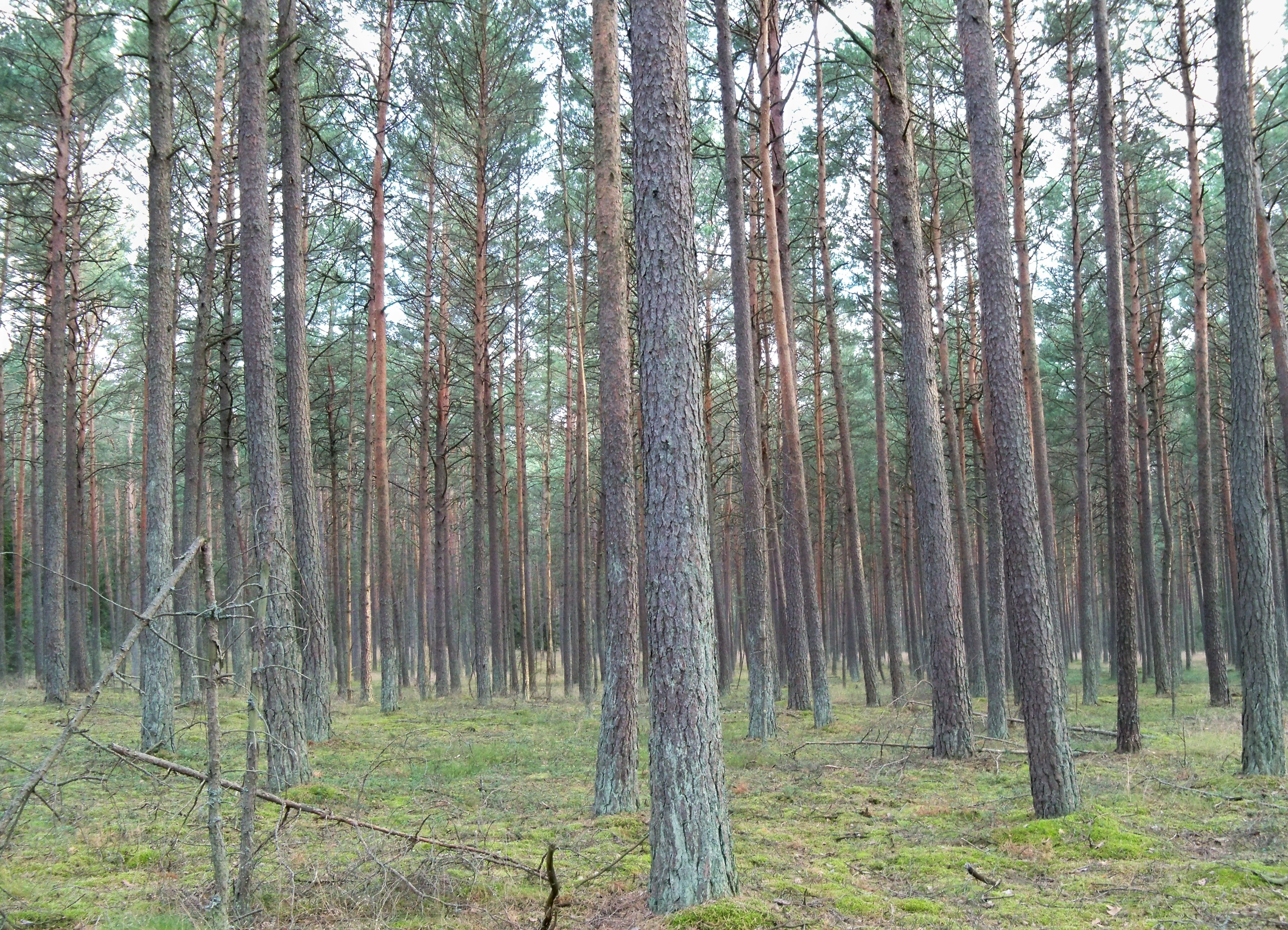
Bór świeży